# 1583
1583 (MDLXXXIII) var ett normalår som började en lördag i den gregorianska kalendern och ett normalår som började en tisdag i den julianska kalendern.

## Händelser

### Januari
- 1 januari (NS) – Gregorianska kalendern införs i Savojen och de romersk-katolska kantonerna i Schweiz.[1]
- 12 januari (NS) – Gregorianska kalendern införs i Nederländerna. [1]

### Augusti
- 10 augusti – Stillestånd sluts mellan Sverige och Ryssland på tre år i Pliusa. Narva förblir i svenska händer.

### Oktober
- 9 oktober – Hertig Karl (IX) ger Mariestad stadsprivilegier.[2]
- 16 oktober (NS) – Gregorianska kalendern införs i Brixen, Salzburg och Tyrolen.[1]

### December
- 25 december (NS) – Gregorianska kalendern införs i Kärnten och Steiermark.[1]

### Okänt datum
- Andreas Laurentii Björnram väljs till svensk ärkebiskop.
- Hertig Karl utfärdar regler för den lönsamma men ömtåliga finska jordbrukskolonisationen i Mellansverige.
- Jacobus Finnos psalmbok på finska ges ut.

## Födda
- 10 april – Hugo Grotius, folkrättens fader.
- 16 juni – Axel Oxenstierna, svensk greve, riksråd och statsman samt rikskansler 1612–1654.
- 20 juni – Jakob De la Gardie, svensk greve och fältherre, riksmarsk 1620–1652.
- Virginia Ramponi, italiensk skådespelare, sångare och poet.
- Anna Roemers Visscher, nederländsk författare.
- Nzinga av Ndongo och Matamba, regerande afrikansk drottning.

## Avlidna
- 1 juni – Sofia Johansdotter (Gyllenhielm), frillodotter till Johan III och Karin Hansdotter.
- 16 september – Katarina Jagellonica, drottning av Sverige sedan 1568, gift med Johan III.
- 30 oktober – Pirro Ligorio, italiensk arkitekt och antikvarie.
- 7 december – Nurbanu Sultan, politiskt aktiv osmansk sultanmoder.
- 11 december – Fernando Álvarez de Toledo Alba, spansk statsman och militär.
- Antoinette de Bourbon, fransk hertiginna.

### Fotnoter
1. 1 2 3 4  ”Adoption of the Gregorian calendar”. Sizes.com. http://www.sizes.com/time/cal_Gregadoption.htm. Läst 4 juli 2011.
2. ↑  ”Filipstads gille”. Filipstadsgille.se. http://www.filipstadsgille.se/index.php?p=galleri&album=99. Läst 4 juli 2011.